# Goudwespachtigen
De goudwespachtigen (Chrysidoidea) zijn een groep van parasitische insecten die behoren tot de vliesvleugeligen. Goudwespachtigen zijn een superfamilie die een aantal minder bekende families van wespen bevat. Sommige soorten zijn bekend vanwege de bonte iriserende lichaamskleur.
Goudwespachtigen behoren tot de Aculeata, de angeldragers, een sectie binnen de onderorde Apocrita, onderdeel van de orde vliesvleugeligen (Hymenoptera). De belangrijkste vertegenwoordigers van deze superfamilie worden gevormd door de goudwespen (Chrysididae), maar ook de minder bekende families als de platkopwespen (Bethylidae) en tangwespen (Dryinidae) en de nog kleinere familie (wat betreft aantal) van peerkopwespen (Embolemidae) behoren hiertoe.
De verschillende families hebben zo hun eigen anatomie, levenswijze en voortplanting. Tangwespen jagen op andere insecten en hebben hiertoe tot grijpklauwen omgevormde voorpootjes, net als de niet-verwante bidsprinkhanen (Mantodea). Platkopwespen leggen de eitjes in de buurt van een larve van een ander insect. Als het ei uitkomt kruipt de wespenlarve op de door zijn moeder gevangen en verlamde prooi, en leeft de eerste tijd van de lichaamssappen. Pas in de laatste stadia eet de larve zijn prooi helemaal op en verpopt, het is dus voornamelijk een externe parasiet, dit in tegenstelling tot veel sluipwespen. Platkopwespen zijn meestal nuttige diertjes die ook leven van de larven van schadelijke insecten als houtverwoestende boktorren (Cerambicydae) en larven van kleermotten (Tineola biseliella).
Peerkopwespen hebben een kenmerkende kop en opvallend dikke antennes. De larven parasiteren uitwendig op met name nimfen van halfvleugeligen (orde Hemiptera). De larven zijn net als de larven van platkopwespen uitwendige parasieten die alleen met de kop in de gastheer steken.
De goudwespen met name doen de naam eer aan en behoren tot de mooiste insecten van Nederland wat betreft kleur. Het zijn als larve parasitair levende insecten, die (zie foto rechtsboven) met belangstelling de activiteiten van een plooivleugelwesp gadeslaan. Wanneer de plooivleugelwesp een ei gelegd heeft, zal de goudwesp in hetzelfde nest ook een ei leggen. De larve van de goudwesp eet de larve van de plooivleugelwesp en de voedselvoorraad op. Ze worden hierdoor ook wel koekoekswespen genoemd. Er zijn ook koekoekshommels en andere soorten insecten die de eitjes in het nest van een andere soort leggen; ze danken hun naam aan de koekoek, een vogel die hetzelfde trucje toepast. In Nederland komen 13 geslachten goudwespen voor.

## Taxonomie
Superfamilie Chrysidoidea
- Familie Bethylidae (Platkopwespen)
  - Onderfamilie Bethylinae
    - Geslacht Bethylus (Kielplatkopwespen)
    - Geslacht Goniozus (Spiegelplatkopwespen)
- Familie Chrysididae (Goudwespen)
  - Onderfamilie Cleptinae (Halfgoudwespen)
  - Onderfamilie Chrysidinae (Echte goudwespen)
    - Geslacht Chrysis (Tandgoudwespen, zie galerij ↓)
- Familie Dryinidae (Tangwespen)
  - Onderfamilie Aphelopinae
    - Geslacht Aphelopus (Neteltangwespen)

  - Onderfamilie Bocchinae
    - Geslacht Bocchus (Vliestangwespen)
    - Geslacht Mystrophorus

  - Onderfamilie Anteoninae
    - Geslacht Anteon (Bostangwespen)
    - Geslacht Lonchodryinus (Veldtangwespen)

  - Onderfamilie Dryininae
    - Geslacht Dryinus (Kraagtangwespen)

  - Onderfamilie Gonatopodinae
    - Geslacht Echthrodelphax
    - Geslacht Gonatopus (Miertangwespen)
- Familie Embolemidae (Peerkopwespen)
  -     - Geslacht Embolemus

Lees verder

De Wespen en Mieren van Nederland
Nederlandse fauna deel 6, 2004
Uitgave: KNNV, Naturalis, EIS Nederland

## Galerij

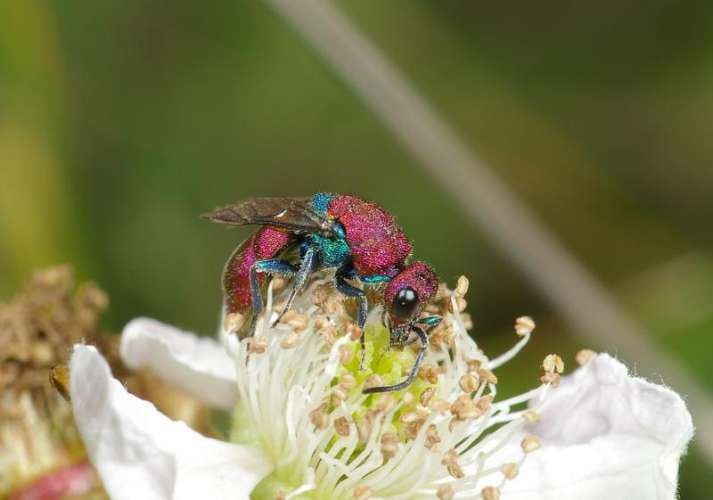
Chrysis cuprea
Chrysis ignita
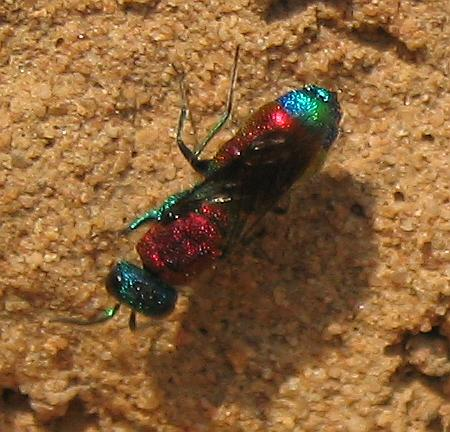
Chrysis viridula
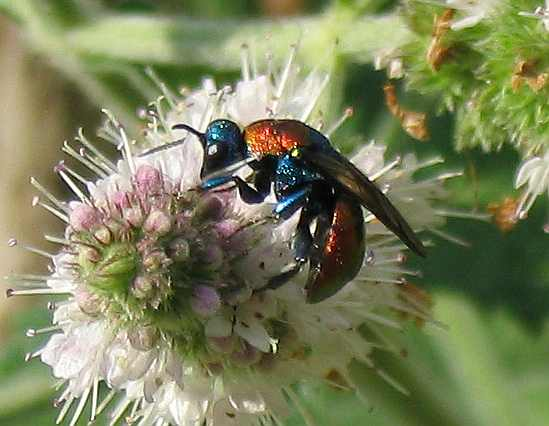
Hedychrum nobile
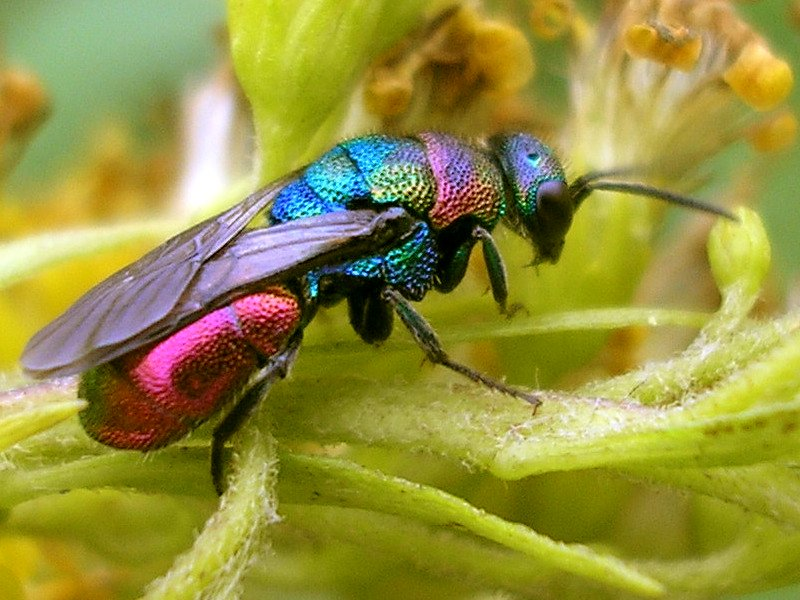
Hedychrum rutilans